# Олга Арбулевска
Олга Арбулевска (на македонска литературна норма: Олга Арбуљевска) е поетеса, есеистка и художничка от Северна Македония.

## Биография
Родена е в 1949 година в Ниш, тогава във Федерална Югославия. Завършва Философски факултет. Работи като журналист в „Нова Македония“ и като редактор в телевизия Телма. Член е на Македонския ПЕН център. От 1972 година е член на Дружеството на писателите на Македония.

## Творчество
- Канурки (поезия, 1972),
- Икителија (поезия, 1981),
- Свет камен (поезия, 1991),
- Ветрот на промените (есета, 1992).[2]